# Countertenor
Countertenor, kontratenor, eller contratenor, är det högsta manliga röstläget inom sångkonsten, framför allt inom äldre musik från renässans och barock. De tre orden eller stavningsvarianterna är i praktiken samma ord då de har samma språkliga ursprung och används för att beteckna samma sak. Den vanligaste benämningen bland musiker är countertenor.
Den katolska kyrkan tillät under lång tid inte kvinnor att sjunga i kyrkan och därför lät man pojkar och män sjunga de högre stämmorna. Särskilt lovande unga sångare kunde kastreras för att inte nå målbrottet och således fortsätta sjunga de höga stämmorna i kyrkomusiken. En betydligt mer human metod var att låta gossar som kom i målbrottet fortsätta att sjunga i falsett och i detta läge träna sin sångteknik vidare. På detta sätt kommer den manliga sångaren att kunna sjunga verk och stämmor i altens normala läge (g-d²) med kraftfull klang.
Tekniken har länge varit vanlig, framför allt i engelska gosskörer, men har sedan mitten av förra seklet blivit allt vanligare också utanför England. Banbrytare var britten Alfred Deller (1912-1979) med Deller Consort. Några av de internationellt mer kända är britterna Mark Deller (son till A Deller), James Bowman och Michael Chance, tysken Andreas Scholl, fransmannen Philippe Jaroussky, amerikanerna David Daniels och Lawrence Zazzo, japanen Yoshikazu Mera och i Sverige Mikael Bellini. Den som antagligen kan visa störst likhet med kastratsångarna är Aris Christofellis som kan nå en anmärkningsvärd höjd och har en kastratliknande klang i rösten.

## Historik
Begreppets betydelse har skiftat under historien. Fram till mitten på 1400-talet var kontratenor inom stämstång en utfyllnadsstämma som sjöng mot den melodiförande tenoren (kontra = mot). Då stämmans omfång med tiden blev problematiskt stort delades den upp i contratenor altus och contratenor bassus (dagens alt- och basstämmor), vilket innebar att den trestämmiga satsen övergick i dagens fyrstämmiga.
Kontratenor är även en äldre benämning för en manlig sångare som använder kombinerad röst, dvs både bröströst och falsett, för att sjunga altstämmor. Detta har även kallats altist.
Rösttypen förekommer idag inom gospel och av popsångare som Michael Jackson, Modern Talking och Prince. Även vokalgrupper som Chanticleer och King's Singers använder kontratenorstämman, vilket har gjort att nutida kompositörer skrivit körmusik som inkluderar stämman. I modern konstmusik förekommer också kontratenor, till exempel i titelrollen i Philip Glass opera Akhnaten, skriven 1983.